# Philip Bliss (Bibliothekar)

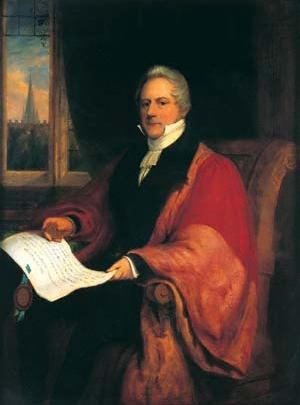
Philipp Bliss (gemalt von John Bridges)

Philip Bliss (* 21. Dezember 1787 in Chipping Sodbury; † 18. November 1857 in Oxford) war ein britischer Antiquar und Bibliophiler, Bibliothekar und Archivar. Von 1824 bis 1853 hatte Bliss das Amt des Registrars der University of Oxford inne und leitete von 1848 bis zu seinem Tod die St Mary Hall in Oxford.

## Leben
Philip Bliss war der ältere Sohn seines gleichnamigen Vaters und dessen Frau Anne. Zunächst besuchte Bliss in seiner Geburtsstadt die öffentliche Schule und wechselte 1797 an die Merchant Taylors’ School in London, die er 1806 im Alter von 19 Jahren abschloss.
Unmittelbar nach dem Schulabschluss ging Bliss nach Oxford, um dort am St John’s College Privatrecht zu studieren. Mit 21 Jahren erhielt er eine Stelle als Hilfskraft an der Bodleian Library in Oxford, wo er die Sammlungen von Richard Gough und Richard Rawlinson katalogisierte. Im Jahr darauf erwirkten Thomas Park und Joseph Harding, dass Bliss zusätzlich eine Mitarbeiterstelle an den Athenae Oxonienses von Anthony Wood erhielt. Auch an John Aubreys Brief Lives, der ersten umfangreichen Ausgabe der Tagebücher von Thomas Hearne, war Bliss als Herausgeber maßgeblich beteiligt.
1815 schloss Bliss sein Studium als Bachelor of Civil Law ab. Zwei Jahre später wurde er zum Diakon und 1818 zum Priester der Church of England geweiht. Im selben Jahr kandidierte Bliss, immer noch Hilfskraft an der Bodleian Library, gegen Bulkeley Bandinel für das Amt des Bodley’s Librarian und verlor, da Bandinel wiedergewählt wurde. Ebenfalls im Jahr 1818 wurde auch Bliss’ Bewerbung für den Posten als leitender Archivar der University of Oxford zugunsten des Mathematikers George Leigh Cooke abgelehnt. Auch von der Advocates Library in Edinburgh wurde Bliss trotz mehrfacher Bewerbungen in den Jahren 1818 bis 1820 jedes Mal abgelehnt.
1820 promovierte Bliss zum Doctor of Civil Law und war im Anschluss einige Zeit lang Kurat (Hilfspriester) in Newington (Oxfordshire). Nach zwei weiteren Jahren an der Bodleian Library wurde Bliss im Jahr 1822 auf Initiative von Earl Spencer von der Bibliothek des British Museums (heute: British Library) angestellt, wo er sich ebenfalls schon vergeblich beworben hatte. Noch im Juli desselben Jahres wurde Bliss jedoch wieder von Bandinel abgeworben, der ihn zu seinem Assistenten an der Bodleian Library machte.
Am 22. Juli 1823 fand die Hochzeit von Bliss mit Sophia Bell statt. Im Jahr darauf erhielt der nun 37-jährige Bliss das Amt des Registrars der University of Oxford, dem 1826 die Ernennung zum Leiter der universitären Archive folgte. Nachdem Bliss zwei Jahre lang in mehreren Berufen parallel tätig gewesen war, gab er seine Stelle an der Bodleian Library im Jahr 1828 auf.
1830 wurde Bliss zum Rektor von Avening in Gloucestershire ernannt, wofür er angesichts seiner akademischen Verpflichtungen jedoch wenig Interesse zeigte. 1848 trat Bliss die Nachfolge von Bischof Renn Hampden als Vorsteher der St Mary Hall an. Möglicherweise war dies der Anlass, dass Bliss die weniger zeitintensive Stelle eines Kaplans in der Studley Priory (Oxfordshire) annahm, die er bis zu seinem Ruhestand im Jahr 1855 innehatte.
Philip Bliss starb am 18. November 1857 und wurde am 21. November 1857 am Friedhof der St Giles’ Church in Oxford bestattet.

## Bibliothek
Schon als Kind begann Bliss, sich für antiquarische Fragestellungen zu interessieren und Bücher zu sammeln. Dabei benutzte er kein Exlibris, sondern markierte die Bücher schlicht mit seinen Initialen und dem Erwerbsjahr.
Bliss’ Sammlung zählte zu den größten bekannten Sammlungen mit Oxford-Schwerpunkt und enthielt einige vor dem Großen Brand von London entstandene Werke. Bliss besaß auch eine Sammlung von Büchern mit Autoren aus königlichem oder adeligem Hause, von der ein Teil noch zu Bliss’ Lebzeiten am 11. Januar 1811 in London verkauft wurde. Testamentarisch hatte Bliss verfügt, dass seine Korrespondenz dem British Museum angeboten werden solle, von dem sie im Januar 1858 auch tatsächlich gekauft wurde. Der Rest der umfangreichen Bibliothek wurde von Sotheby’s und Wilkinson im Haus des Verstorbenen versteigert. Die erste Auktion fand zwischen dem 28. Juni und dem 16. Juli 1858 statt, die zweite zwischen dem 9. und 18. August 1858 und die dritte am 21. August 1858 statt. Bei den Auktionen ersteigerte die Bodleian Library insgesamt 745 Bände mit Bezug zu Oxford.
Es gilt mittlerweile als unwahrscheinlich, dass die als „Mrs. Bliss“ bekannte britische Sammlerin eine Verwandte von Philip Bliss war, da sie laut dem Auktionskatalog ihrer Bibliothek in Kensington (London) wohnte, während die Mutter von Philip Bliss in Taunton und dessen Witwe in Oxford lebten.